# 平潟遊廓
- 平潟遊郭

平潟遊廓（ひらかたゆうかく）は、千葉県松戸市にあった遊廓。

## 成り立ち
平潟は、松戸の本河岸と呼ばれて多くの船が出入りし船頭や人足が働いていたが、女手が不足していたため、船が河岸に着くと女が小舟で漕ぎ寄せて話を決め、船に上がって掃除、洗濯、繕い物などをした後、一夜をともにして朝食を作って帰っていく洗濯女がいた。やがて船宿が陸上の旅籠屋となって定着し、給仕女や飯盛女として夜の相手をするようになった。こうした行為が目に余るようになると、寛永3年（1626年）には上納金を納めることで一軒につき二人まで飯盛女を置くことが許された。
明治5年（1872年）太政官布告によって人身売買が禁止され芸娼妓の解放が命じられたので、こうした宿では本人の自由意志による行為に座敷を貸す貸座敷業という形で営業をおこなった。
そして明治31年（1898年）には樋野口と三丁目宿通りの店を平潟町に統合して、平潟遊廓と呼ばれる歓楽街ができあがった。平潟遊廓は関東大震災を景気として栄え、最盛期には百名以上の娼妓がいた。秋田、山形の出身者が多く、主に斡旋屋が4年の年期で連れてきていたという。大門があり一歩も外へ出られないことから籠の鳥とも言われた。

## 妓楼

### 一元
三井家の支援を受けて開業。

### 宝家
初めは第二九十九家といい、九十九家の支店であった。

### 三井家
初めは九十九楼と称し、後に三井家と改名した。東京から多くの客が来て、福田家と売上を競った。

### 鈴金楼
浜名家の番頭と鶴蓬莱の仲居が店を持ち鈴金と名乗った。昭和11年（1936年）ごろ、隣の森田駄菓子店を買収して増築した。

### 福田家
昭和5年 - 6年（1930年 - 1931年）ごろ、洋風に建て替え、川に面して船を繋いだりして客を呼んだ。昭和11年（1936年）ごろ、平潟タクシー跡を買収して増築した。

### 叶家
関東大震災前に内藤新宿の今日家から叶家の祖が松戸で店を開いた。百年と浜名家は姻戚関係にある。

### 若松楼
平潟最大の妓楼。剣豪平手造酒の刀傷の跡がある部屋もあったという。

### 豊川楼
古参の若松を引き継いで豊川楼となった。大正期には楼主西田穣の頌徳碑が来迎寺に建てられ、格の高い店であった。

### 喜楽
金子の後を継いでかなり栄えたという。

### 鶴蓬莱
大正4年（1915年）に来迎寺の地所を借りて本店を建て、鶴宝莱の名で店を持った。大正6年（1917年）10月には新築記念として平潟神社に狛犬一対を寄進している。

### 第二鶴蓬莱
鶴蓬莱支店を開き、後に第二鶴蓬莱と改名した。

## 戦中戦後
太平洋戦争が勃発し、戦局が激しくなると遊廓は不要不急の施設となった。昭和17 - 18年（1942年 - 1943年）には王子兵器という会社に売られて寮となり、学生と徴用工が入った。また企業整備との名目による市役所からの依頼で整理統合し、妓楼名は消されて三井家が一号館、鈴金楼が二号館、福田家が三号館、百年が四号館、叶家が五号館、浜名家が六号館、豊川楼が七号館となった。江戸初期から続いた平潟遊廓はここに消滅し、貸座敷業の経営者は転業を余儀なくされた。
戦後は王子兵器から返却され、一元と、渡洋館と改名した福田家と宝家はパンパン宿となり、百年はGHQの要請で進駐軍専用のダンスホールとして再出発し、他は旅館となった。
昭和29年 - 30年（1954年 - 1955年）ごろから柳仙育英センターという会社が作られ、学生専用の寮となった。通りには柳も植えられた。福田家は他に移って連れ込み宿を経営した。喜楽は中国や満州からの引揚者寮となり、大きな風呂は町内の風呂屋代わりとして男女で日を替えて入浴した。
鶴宝莱は北朝鮮への帰国者寮、第二鶴宝莱は戦災者寮となった。その後喜楽と蓬莱家跡は学生マンションとなったが入り手がなく、日本大学に売却された。

## 現在
松戸市根本から松の木橋を渡り平潟大門に向かう手前の千壇家前にあった道標にかつて平潟遊廓の名が残されていたが、2011年以降の千壇家改装の折に消滅。

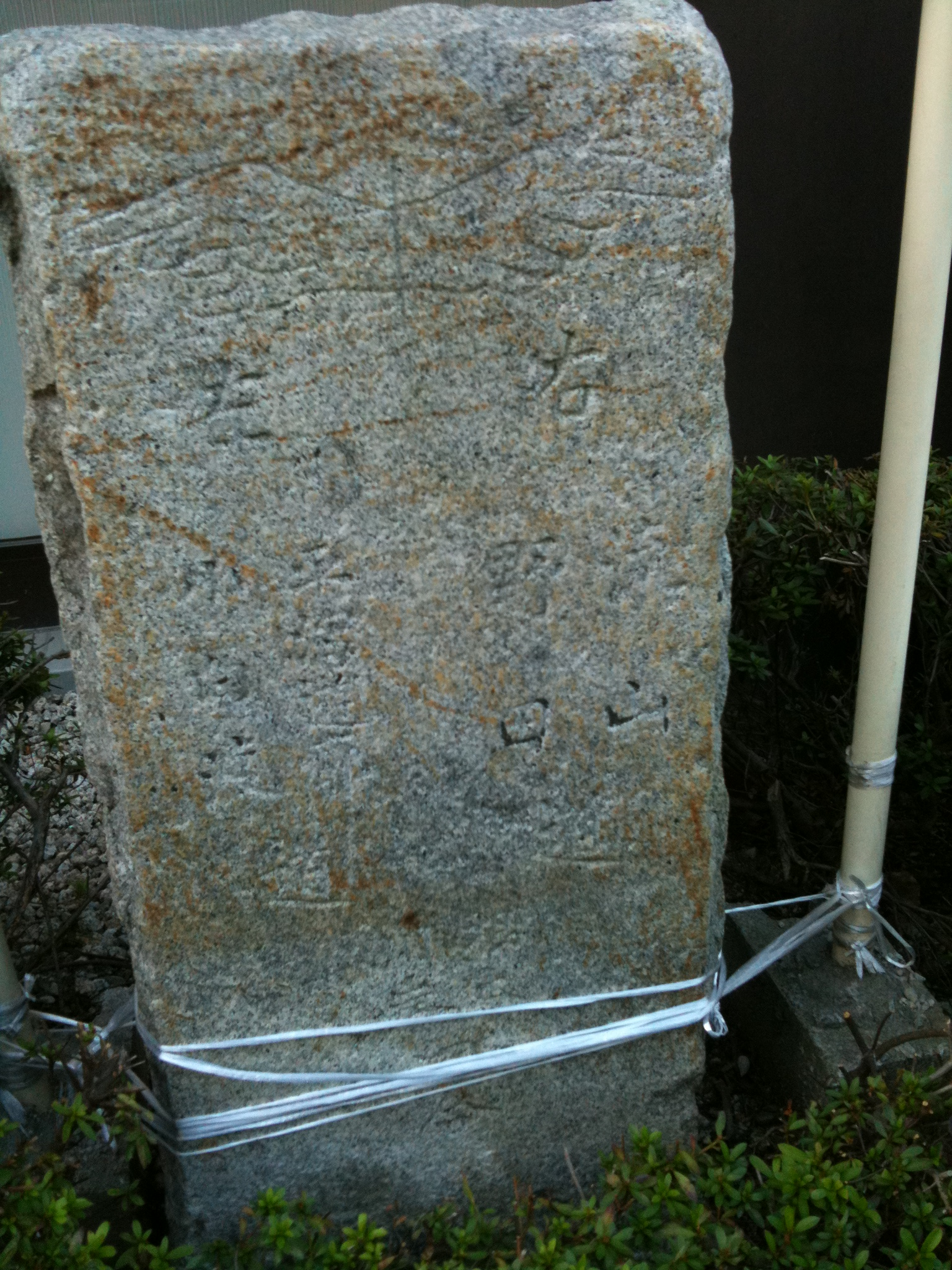
右　野田　流山　道／左　平潟遊廓　小向渡　道
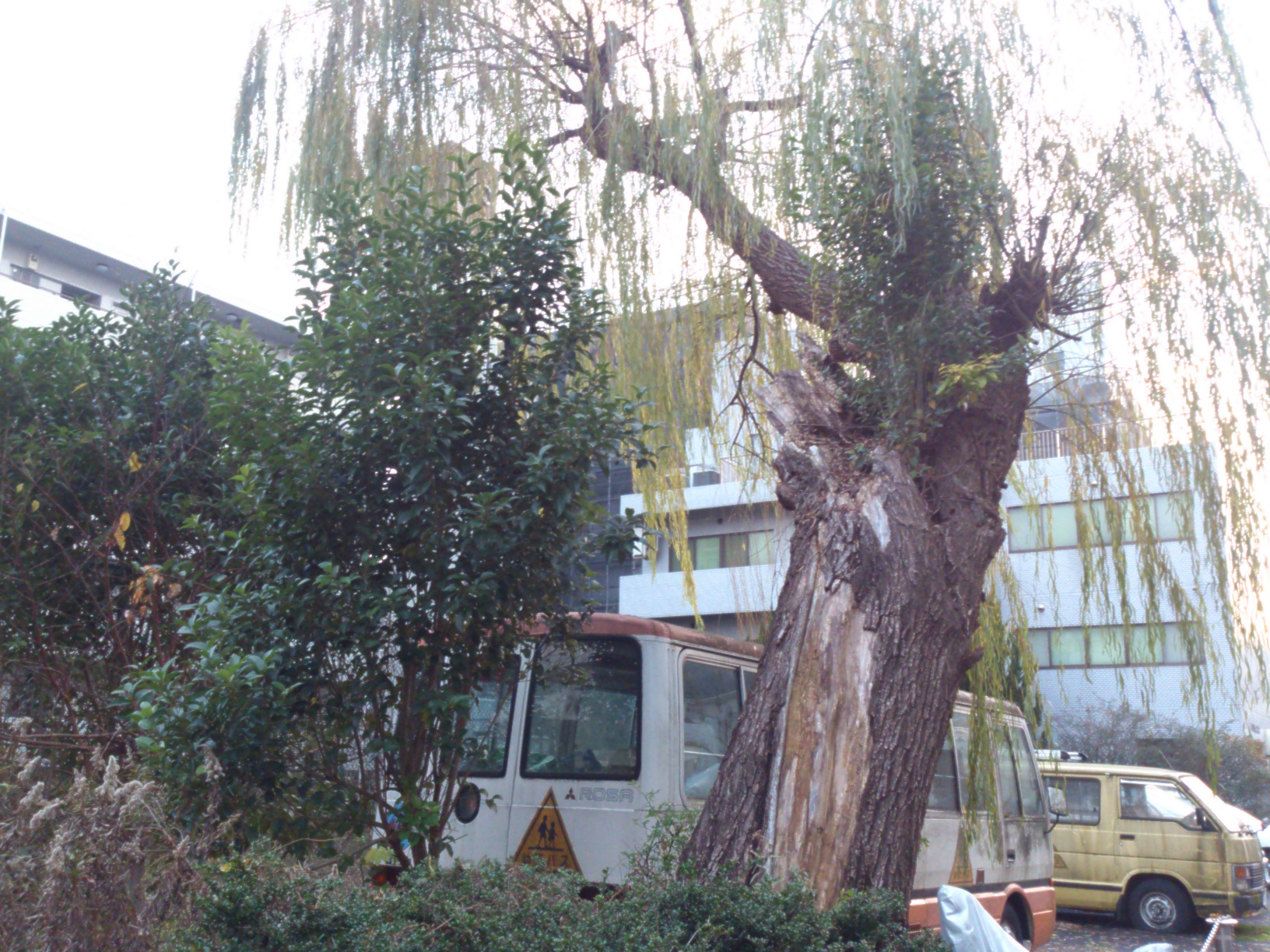
平潟遊廓跡地中程に残る柳の木
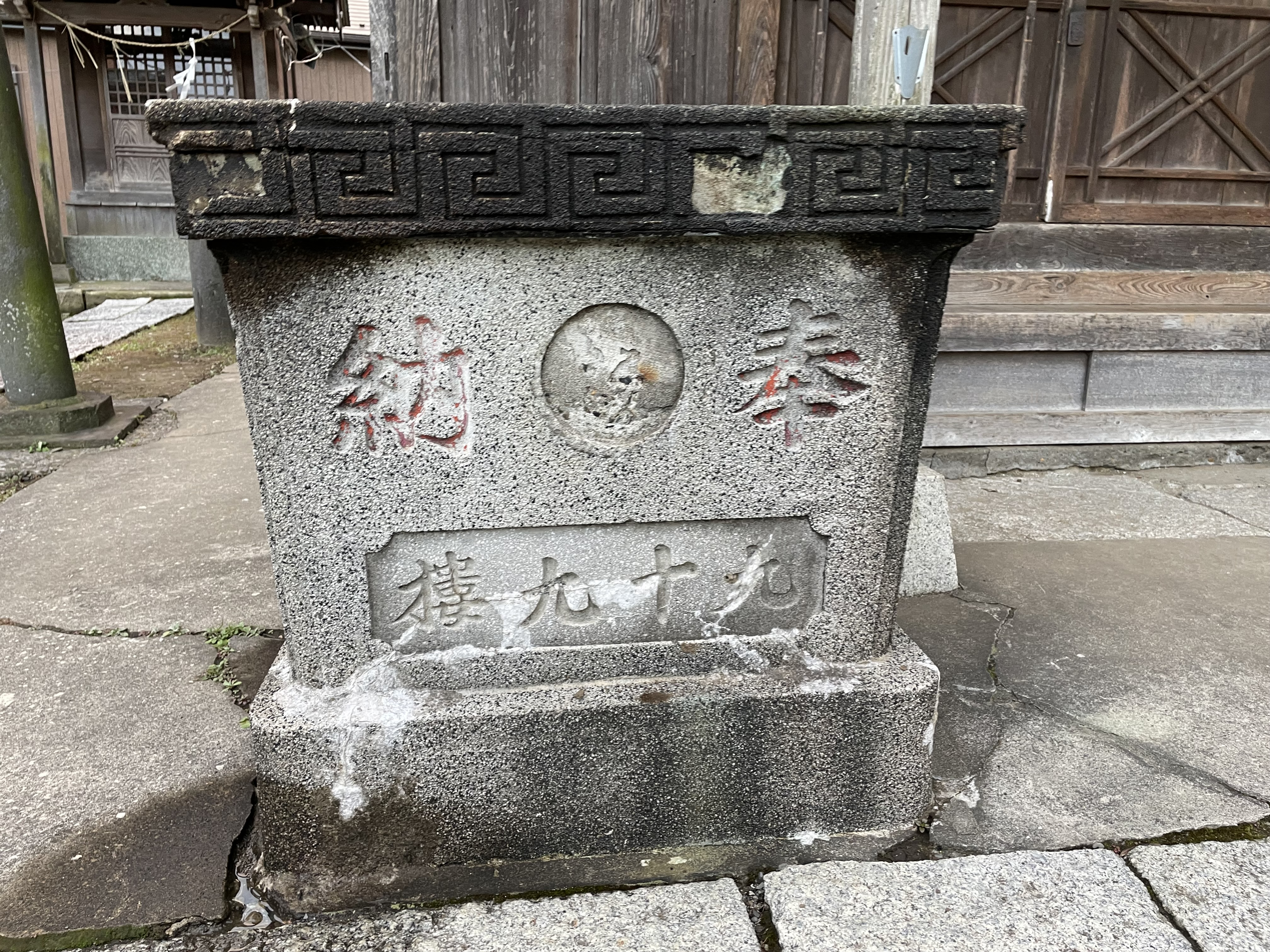
平潟神社にある九十九楼寄進の手水盤
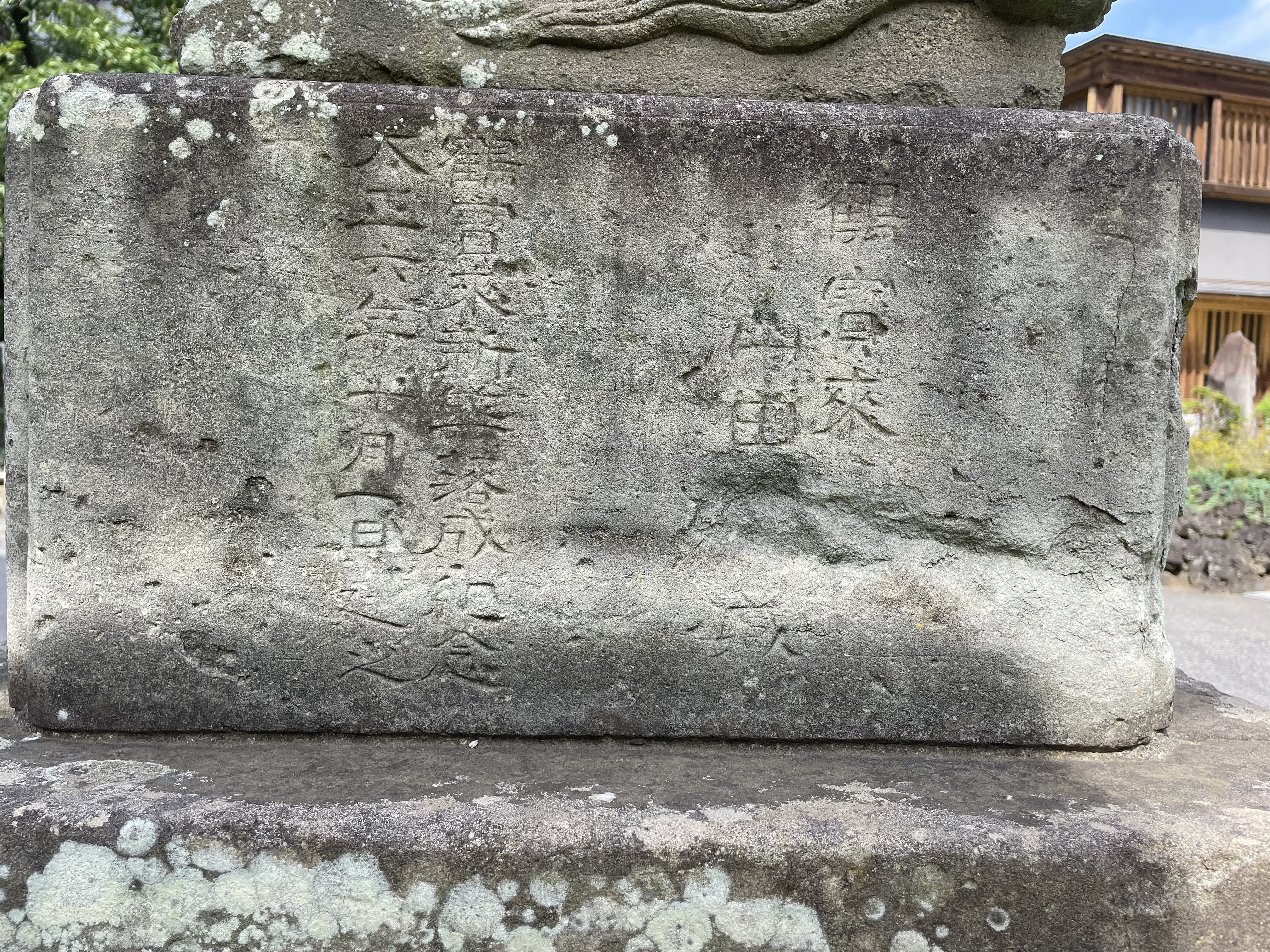
平潟神社の狛犬の裏に残された鶴蓬莱新築落成記念の銘
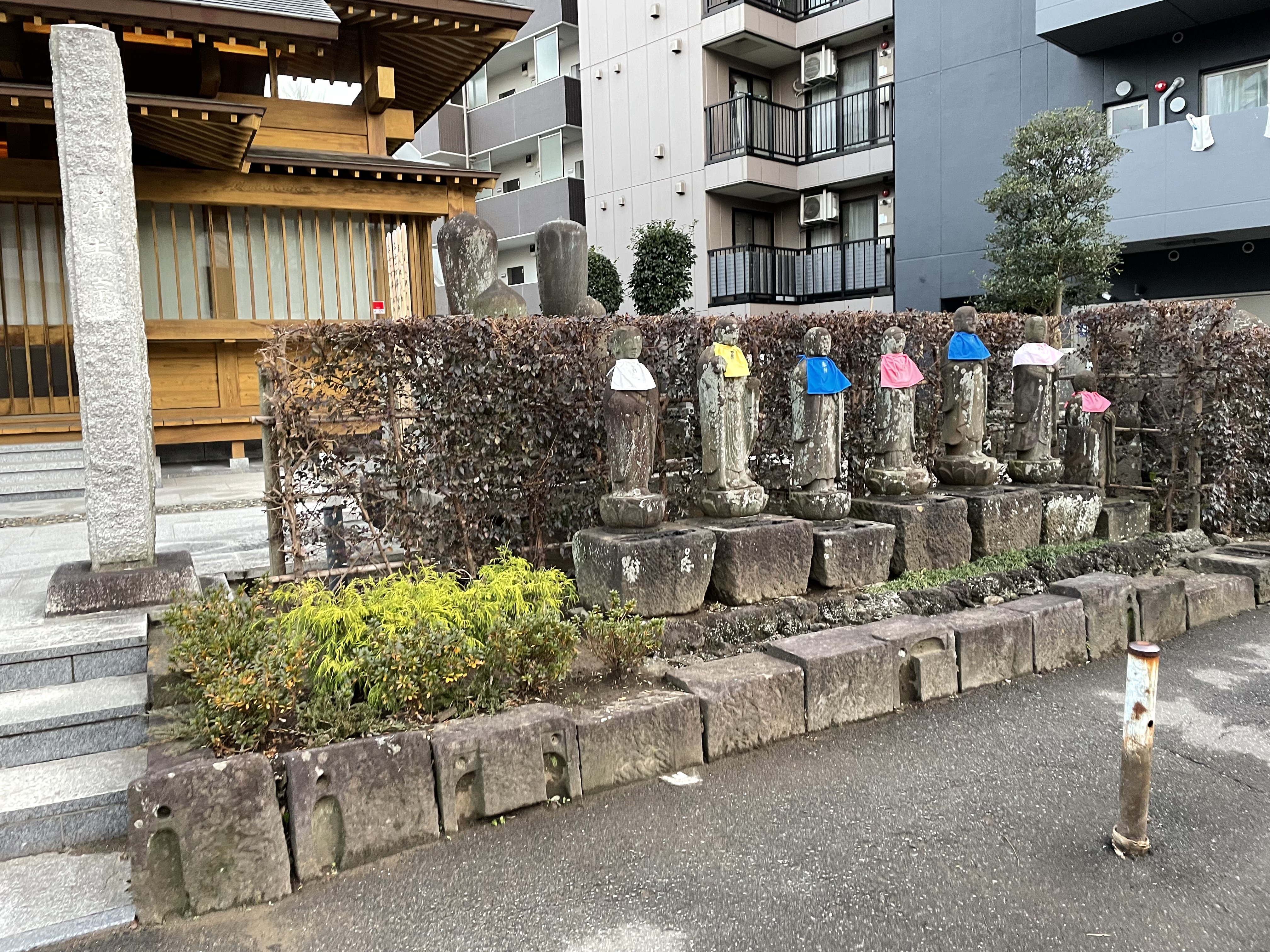
娼妓の墓があったとされる来迎寺
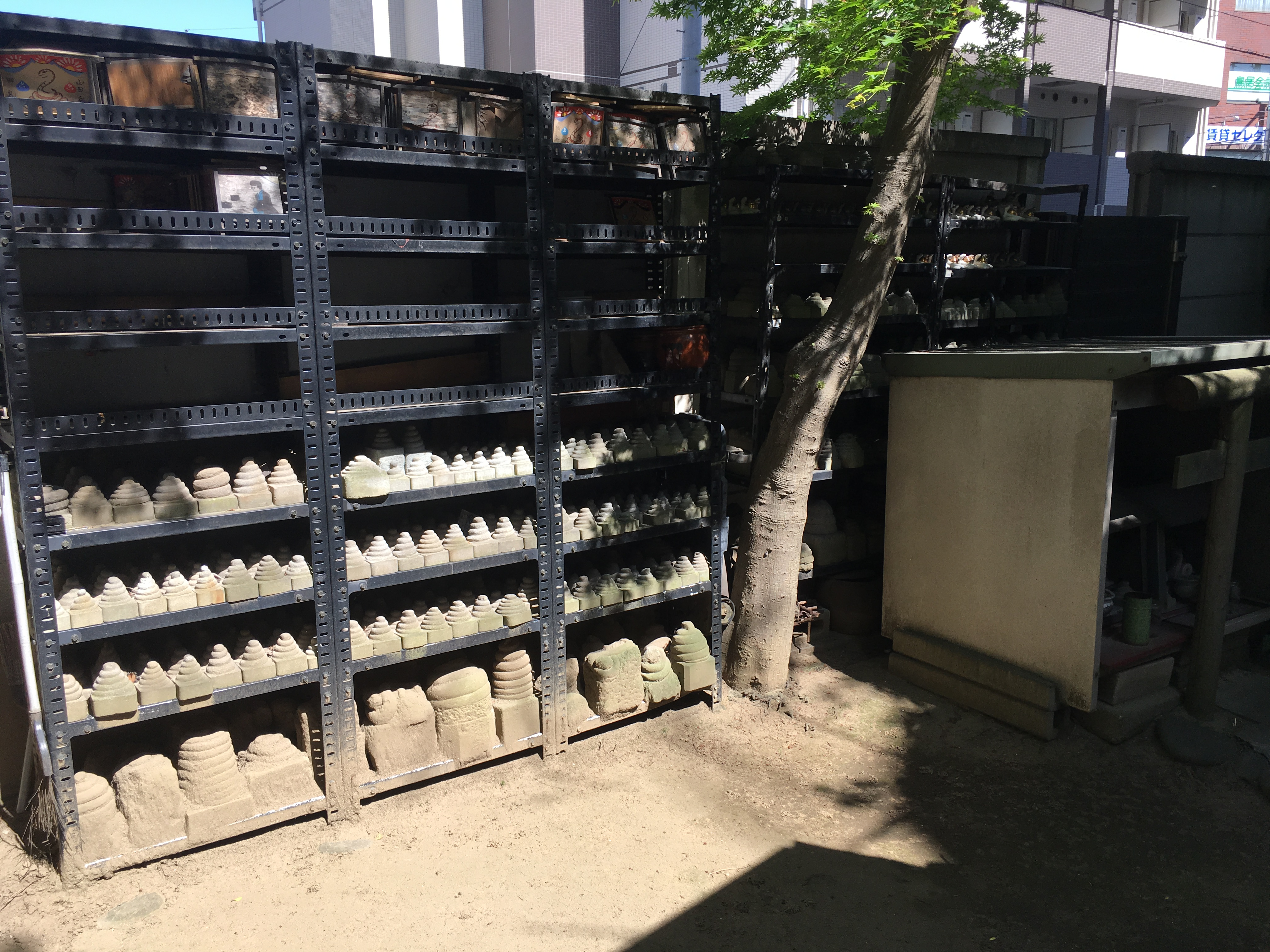
娼妓が巳の日に下の病気に罹らないようにお参りに行った池田弁財天

## 交通アクセス
- 松戸駅西口より徒歩8分（経路案内）。